# جون غالاغير (مدرب كرة سلة)
جون غالاغير (بالإنجليزية: John Gallagher)‏ هو مدرب كرة سلة أمريكي، ولد في 27 مايو 1977.